# Angel McCoughtry
Angel McCoughtry, född den 10 september 1986 i Baltimore, Maryland, är en amerikansk basketspelare som tog OS-guld i dambasket vid olympiska sommarspelen 2012 i London och 2016 i Rio de Janeiro.